# Nationalligaen 2010
La Nationalligaen 2010 è stata la 22ª edizione del campionato di football americano di primo livello, organizzato dalla DAFF.

## Squadre partecipanti
| Club                  | Città     | Stadio | Sponsor ufficiale | Risultato nella stagione 2009 |
| --------------------- | --------- | ------ | ----------------- | ----------------------------- |
| AaB 89ers             | Aalborg   |        |                   |                               |
| Copenhagen Towers     | Gentofte  |        |                   |                               |
| Herlev Rebels         | Herlev    |        |                   |                               |
| Hvidovre Stars        | Hvidovre  |        |                   |                               |
| Kronborg Knights      | Helsingør |        |                   |                               |
| Slagelse Wolfpack     | Slagelse  |        |                   |                               |
| Søllerød Gold Diggers | Rudersdal |        |                   |                               |
| Triangle Razorbacks   | Vejle     |        |                   |                               |

## Stagione regolare

### Calendario

#### 1ª giornata
| 17 aprile 2010 | Søllerød Gold Diggers | 27 – 9 | Herlev Rebels |  |

| 18 aprile 2010 | Kronborg Knights | 9 – 13 | Slagelse Wolfpack |  |

| 18 aprile 2010 | Triangle Razorbacks | 42 – 6 | Hvidovre Stars |  |

#### 2ª giornata
| 24 aprile 2010 | Kronborg Knights | 37 – 0 | AaB 89ers |  |

| 24 aprile 2010 | Copenhagen Towers | 6 – 52 | Triangle Razorbacks |  |

| 25 aprile 2010 | Hvidovre Stars | 34 – 10 | Herlev Rebels |  |

#### 3ª giornata
| 1º maggio 2010 | Herlev Rebels | 23 – 0 | AaB 89ers |  |

| 1º maggio 2010 | Slagelse Wolfpack | 7 – 42 | Søllerød Gold Diggers |  |

| 2 maggio 2010 | Kronborg Knights | 6 – 45 | Hvidovre Stars |  |

#### 4ª giornata
| 8 maggio 2010 | Copenhagen Towers | 0 – 23 | Hvidovre Stars |  |

| 8 maggio 2010 | Triangle Razorbacks | 56 – 6 | AaB 89ers |  |

| 9 maggio 2010 | Slagelse Wolfpack | 34 – 31 | Herlev Rebels |  |

#### 5ª giornata
| 15 maggio 2010 | Slagelse Wolfpack | 0 – 27 | Triangle Razorbacks |  |

#### 6ª giornata
| 23 maggio 2010 | AaB 89ers | 15 – 21 | Copenhagen Towers |  |

| 23 maggio 2010 | Hvidovre Stars | 10 – 21 | Søllerød Gold Diggers |  |

#### 7ª giornata
| 29 maggio 2010 | Herlev Rebels | 0 – 39 | Søllerød Gold Diggers |  |

| 29 maggio 2010 | Kronborg Knights | 14 – 56 | Triangle Razorbacks |  |

| 30 maggio 2010 | Copenhagen Towers | 21 – 20 | Slagelse Wolfpack |  |

#### 8ª giornata
| 5 giugno 2010 | Kronborg Knights | 6 – 27 | Copenhagen Towers |  |

| 5 giugno 2010 | AaB 89ers | 12 – 24 | Hvidovre Stars |  |

| 6 giugno 2010 | Søllerød Gold Diggers | 41 – 8 | Slagelse Wolfpack |  |

#### 9ª giornata
| 12 giugno 2010 | Triangle Razorbacks | 59 – 6 | Kronborg Knights |  |

| 13 giugno 2010 | Herlev Rebels | 10 – 25 | Slagelse Wolfpack |  |

#### 10ª giornata
| 19 giugno 2010 | Søllerød Gold Diggers | 68 – 20 | AaB 89ers |  |

| 20 giugno 2010 | Hvidovre Stars | 56 – 13 | Kronborg Knights |  |

#### 11ª giornata
| 26 giugno 2010 | Copenhagen Towers | 56 – 20 | Søllerød Gold Diggers |  |

#### 12ª giornata
| 7 agosto 2010 | AaB 89ers | 6 – 37 | Triangle Razorbacks |  |

| 7 agosto 2010 | Slagelse Wolfpack | 17 – 20 | Copenhagen Towers |  |

#### 13ª giornata
| 14 agosto 2010 | AaB 89ers | 20 – 8 | Slagelse Wolfpack |  |

| 14 agosto 2010 | Hvidovre Stars | 29 – 37 | Triangle Razorbacks |  |

| 15 agosto 2010 | Søllerød Gold Diggers | 34 – 10 | Kronborg Knights |  |

#### 14ª giornata
| 20 agosto 2010 | Copenhagen Towers | 41 – 7 | Herlev Rebels |  |

| 22 agosto 2010 | Slagelse Wolfpack | 2 – 49 | Hvidovre Stars |  |

#### 15ª giornata
| 28 agosto 2010 | Herlev Rebels | 6 – 17 | Kronborg Knights |  |

| 28 agosto 2010 | Hvidovre Stars | 52 – 8 | AaB 89ers |  |

| 28 agosto 2010 | Søllerød Gold Diggers | 58 – 12 | Copenhagen Towers |  |

#### 16ª giornata
| 4 settembre 2010 | Triangle Razorbacks | 40 – 0 | Søllerød Gold Diggers |  |

| 4 settembre 2010 | AaB 89ers | 28 – 31 | Kronborg Knights |  |

| 5 settembre 2010 | Herlev Rebels | 20 – 28 | Copenhagen Towers |  |

#### 17ª giornata
| 11 settembre 2010 | Triangle Razorbacks | 29 – 0 | Herlev Rebels |  |

### Classifica
La classifica della regular season è la seguente:
- PCT = percentuale di vittorie, G = partite giocate, V = partite vinte, P = partite perse, PF = punti fatti, PS = punti subiti

| Pos. | Squadra               | PCT   | G  | V  | N | P | PF  | PS  |
| ---- | --------------------- | ----- | -- | -- | - | - | --- | --- |
| 1    | Triangle Razorbacks   | 1.000 | 10 | 10 | 0 | 0 | 435 | 73  |
| 2    | Søllerød Gold Diggers | .800  | 10 | 8  | 0 | 2 | 350 | 172 |
| 3    | Hvidovre Stars        | .700  | 10 | 7  | 0 | 3 | 328 | 151 |
| 4    | Copenhagen Towers     | .700  | 10 | 7  | 0 | 3 | 232 | 238 |
| 5    | Slagelse Wolfpack     | .300  | 10 | 3  | 0 | 7 | 134 | 270 |
| 6    | Kronborg Knights      | .300  | 10 | 3  | 0 | 7 | 149 | 324 |
| 7    | Herlev Rebels         | .100  | 10 | 1  | 0 | 9 | 116 | 274 |
| 8    | AaB 89ers             | .100  | 10 | 1  | 0 | 9 | 115 | 357 |

## Playoff

### Tabellone
|  | Semifinali | Semifinali            | Semifinali |                       |    | XXII Mermaid Bowl   | XXII Mermaid Bowl | XXII Mermaid Bowl |  |
|  |            |                       |            |                       |    |                     |                   |                   |  |
|  | 1          | Triangle Razorbacks   | 42         |                       |    |                     |                   |                   |  |
|  | 1          | Triangle Razorbacks   | 42         |                       |    |                     |                   |                   |  |
|  | 4          | Copenhagen Towers     | 7          |                       |    |                     |                   |                   |  |
|  | 4          | Copenhagen Towers     | 7          |                       | 1  | Triangle Razorbacks | 0                 |                   |  |
|  |            |                       |            |                       | 1  | Triangle Razorbacks | 0                 |                   |  |
|  |            |                       | 5          | Søllerød Gold Diggers | 13 |                     |                   |                   |  |
|  | 2          | Søllerød Gold Diggers | 5          | Søllerød Gold Diggers | 13 | 27                  |                   |                   |  |
|  | 2          | Søllerød Gold Diggers |            |                       |    |                     |                   |                   |  |
|  | 3          | Hvidovre Stars        | 10         |                       |    |                     |                   |                   |  |

### Semifinali
| 18 settembre 2010 | Triangle Razorbacks | 42 – 7 | Copenhagen Towers |  |

| 19 settembre 2010 | Søllerød Gold Diggers | 27 – 10 | Hvidovre Stars |  |

### XXII Mermaid Bowl
| Farum 2 ottobre 2010 | Triangle Razorbacks | 0 – 13 (0-7 0-0 0-0 0-6) | Søllerød Gold Diggers | Farum Park |

## Verdetti
- Søllerød Gold Diggers Campioni della Danimarca 2010